# Dear Ella
Dear Ella — студийный альбом американской джазовой певицы Ди Ди Бриджуотер, вышедший в 1997 году на лейбле Verve Records.

## Об альбоме
Диск посвящён американской джазовой певице Элле Фицджеральд, которая умерла в 1996 году.
За пластинку Dear Ella Бриджуотер получила «Грэмми» в номинации Grammy Award for Best Jazz Vocal Album, а Slide Hampton награждён в номинации в Grammy Award for Best Instrumental Arrangement Accompanying Vocalist(s) за песню «Cotton Tail».
Альбом занял 5-е место в американском чарте Billboard - Top Jazz Albums.

## Список композиций
1. «A-Tisket, A-Tasket» (Van Alexander, Ella Fitzgerald) — 2:32
2. «Mack the Knife» (Marc Blitzstein, Bertolt Brecht, Kurt Weill) — 3:59
3. «Undecided» (Leo Robin, Charlie Shavers) — 6:22
4. «Midnight Sun» (Sonny Burke, Lionel Hampton, Johnny Mercer) — 7:22
5. «Let’s Do It, Let’s Fall in Love» (Cole Porter) — 3:31
6. «How High the Moon» (Morgan Hamilton, Nancy Lewis) — 5:05
7. «(If You Can’t Sing It) You’ll Have to Swing It (Mr. Paganini)» (Sam Coslow) — 6:34
8. «Cotton Tail» (Duke Ellington) — 2:58
9. «My Heart Belongs to Daddy» (Porter) — 5:05
10. «(I’d Like to Get You on a) Slow Boat to China» (Frank Loesser) — 2:57
11. «Oh, Lady be Good!» (George Gershwin, Ira Gershwin) — 3:39
12. «Stairway to the Stars» (Matty Malneck, Mitchell Parish, Frank Signorelli) — 4:10
13. «Dear Ella» (Kenny Burrell) — 4:56

## Участники записи
| - Dee Dee Bridgewater — вокал - J. Anderson — туба - Teodross Avery — тенор-саксофон - Jean Luc Barilla — дизайн - Cecil Bridgewater — труба, аранжировка, дирижирование - Ray Brown — бас-гитара, контрабас - Kenny Burrell — гитара, аранжировка - André Ceccarelli — барабаны - Jeff Clayton — альт-саксофон - John Clayton — аранжировка, дирижирование - Peter Doell — ассистент инженера - Bill Easley — тенор-саксофон - Rob Eaton — инженер - Koji Egawa — ассистент инженера - Brian Garten — ассистент инженера | - J. Graham — альт - Keith Grant — инженер - Slide Hampton — тромбон, аранжировка, дирижирование - Antonio Hart — альт-саксофон - Patience Higgins — баритон-саксофон - G. Jackson — альт - Milt Jackson — саксофон - Virgil Jones — труба - R. Jowitt — кларнет - Boguslaw Kostecki — виолончель - Lou Levy — фортепиано - Alex Marcou — ассистент инженера - A. Noland — виолончель - Philippe Pierangeli — фотография - Benny Powell — тромбон | - Douglas Purviance — бас-тромбон - Al Schmitt — инженер - Byron Stripling — труба - Grady Tate — барабаны - R. Taylor — флейта - Ron Tooley — труба - Robert Trowers — тромбон - Diego Urcola — труба - A. Wallbank — бас-кларнет - T. Williams — виолончель - Peter Willison — виолончель - R. Wilson — виолончель |